# Leszczyn Księży
Leszczyn Księży (do 31 grudnia 2002 Leszczyno Księże) – wieś sołecka w Polsce położona w województwie mazowieckim, w powiecie płockim, w gminie Bielsk. Leży nad Sierpienicą.
W latach 1975–1998 miejscowość administracyjnie należała do województwa płockiego. 1 stycznia 2003 nastąpiła zmiana nazwy wsi z Leszczyno Księże na Leszczyn Księży.